# Siria en los Juegos Olímpicos de Londres 1948
Siria estuvo representada en los Juegos Olímpicos de Londres 1948 por un deportista masculino que compitió en salto (natación).
El equipo olímpico sirio no obtuvo ninguna medalla en estos Juegos.